# Jules Jacques Veyrassat
Jules Jacques Veyrassat, né le 12 avril 1828 à Paris et mort le 2 juillet 1893 dans la même ville, est un peintre et graveur français de l'école de Barbizon.

## Biographie
Jules Jacques Veyrassat étudie à Paris dans l'atelier d'Henri Lehmann, et expose ses premières œuvres au Salon en 1848. Veyrassat s'est largement distingué en France par sa peinture, et il attire l'attention quand il commence à travailler en tant que graveur dans les années 1860. 
Entre 1866 et 1869, son œuvre gravé lui vaut plusieurs médailles. Le savant britannique Philip Gilbert Hamerton lui demande de collaborer pour plusieurs de ses livres sur l'art de la gravure : Chapters on Animals (1874) avec Karl Bodmer, Etching and Etchers (1880), et une troisième édition à laquelle participent d'autres artistes.
Il reçoit une médaille pour sa peinture en 1872.
Veyrassat est nommé chevalier de la Légion d'honneur en 1878. Il est l'un des peintres et graveurs le plus récompensé pour ses travaux sur la nature.
Il est rattaché à l'école d'Écouen, ville où il a eu une chambre, et suivait les cours de Pierre-Édouard Frère, dont il devint l'ami. Ce sont Pierre-Édouard Frère et Charles-François Daubigny qui l'incitèrent à pratiquer l'eau-forte. Il produit quatre gravures, entre autres, pour l'album L'Eau forte en… (1874-1881) publié par Cadart.
Il est également associé à l'école de Barbizon. Son travail est proche de celui de Charles Jacque ou de Jean-François Millet qu'il a bien connu. Dans un registre réaliste, il fonde son travail sur l'observation de la vie rurale de la France profonde de l'époque. Ses sujets abordent les thèmes de l'élevage et du travail des chevaux dans la vie agricole. Il n'a jamais quitté son pays d'origine, mais sa renommée a fait le tour de toute l'Europe.
Jules Jacques Veyrassat est mort le 2 juillet 1893 dans le 9e arrondissement de Paris et est inhumé au cimetière du Père-Lachaise (44e division).

## Collections publiques

### États-Unis
- Baltimore, Walters Art Museum : Femme et enfant agenouillés devant une croix.
- San Francisco :
  - De Young Museum ;
  - Legion of Honor.
- Williamstown, Clark Art Institute.

### France
- Béziers, musée des Beaux-Arts : Les Cascarrottes au lavoir, 1863.
- Chartres, musée des Beaux-Arts  : Le Repas des moissonneurs, 1862, huile sur toile, 121,5 × 239 cm (Inv. 88.11.1)[5].
- Dijon, musée des Beaux-Arts : Vue d'Auxerre[6].
- Grenoble, musée de Grenoble : La Fenaison[7].
- La Roche-sur-Yon, musée municipal : Fontaine à Hendaye[8].
- Paris :
  - musée du Louvre ;
  - musée d'Orsay ;
  - musée du Quai Branly - Jacques-Chirac.
- Pau, musée des Beaux-Arts : Chevaux de halage sur la Seine[9].
- Péronne, musée Alfred-Danicourt : Chevaux au labour[10].
- Reims, musée des Beaux-Arts  : 
  - Les Moissonneurs[11] ;
  - La Meule[12] ;
  - Chevaux de halage[13] ;
  - Cour de ferme[14] ;
  - La Moisson [15].
- Rennes, musée des Beaux-Arts : Le Chargement de la charrette[16].
- Rouen, musée des Beaux-Arts : Étude algérienne, dite aussi Scène arabe[17].
- Soissons, musée de Soissons : Cour de ferme[18].
- Toulouse, musée des Augustins.

### Royaume-Uni
- Manchester, Manchester Art Gallery.

Œuvres de Jules Jacques Veyrassat
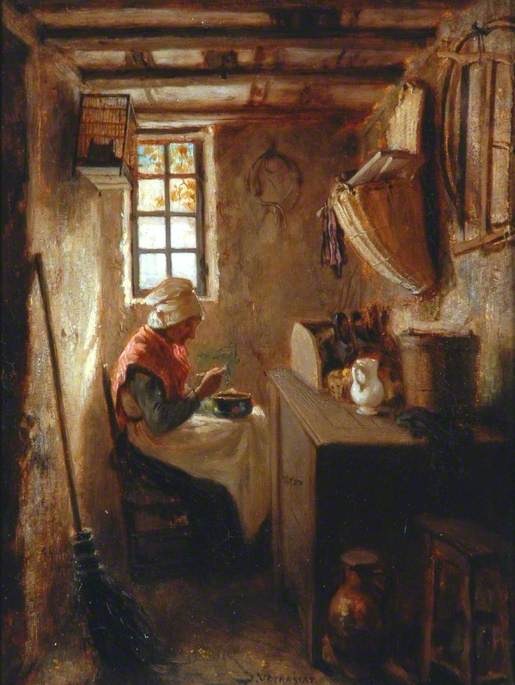
Intérieur avec une vieille femme mangeant sa soupe, 1853, Barnard Castle, Bowes Museum.
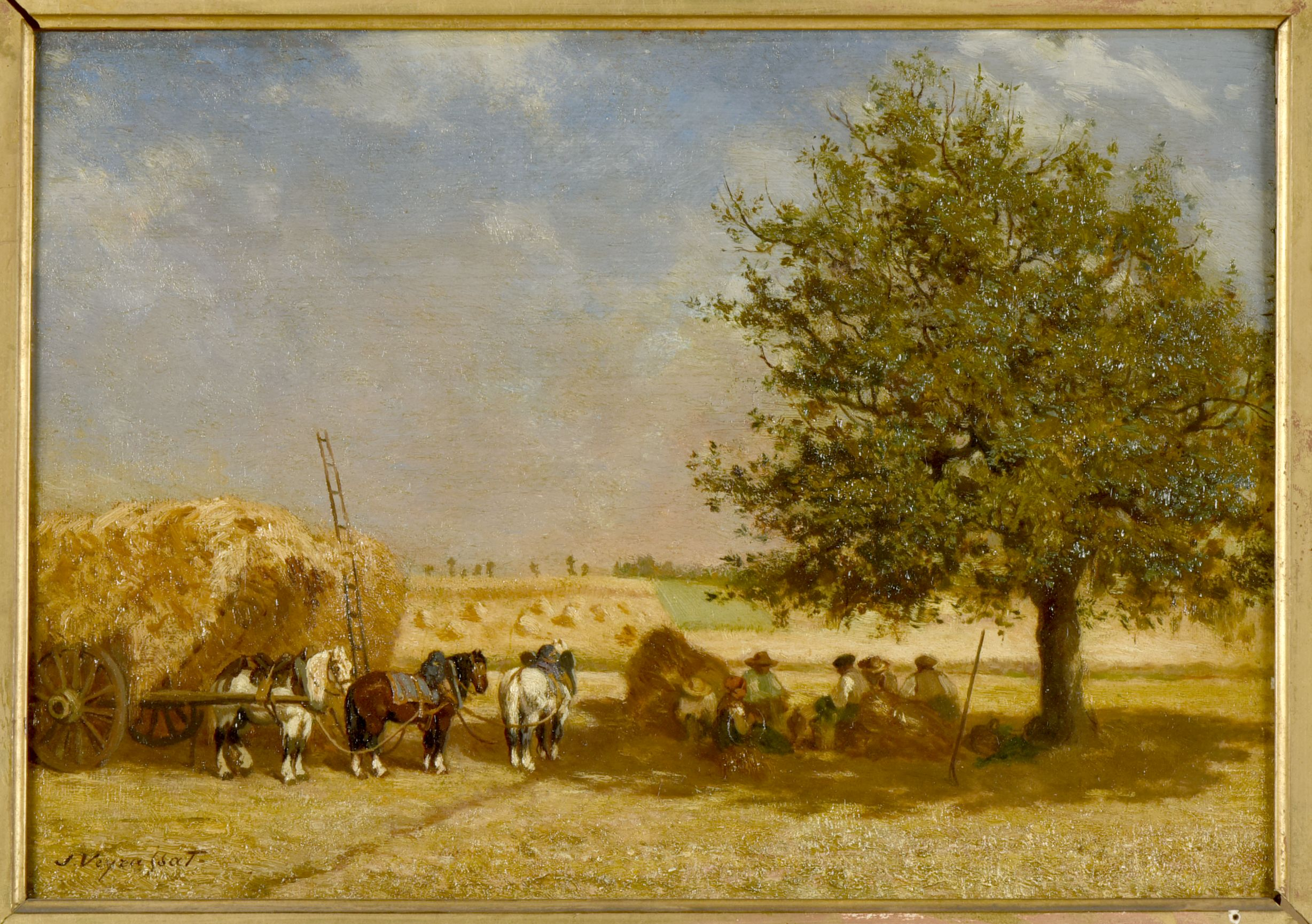
Les Moissonneurs, avant 1859, musée des Beaux-Arts de Reims.
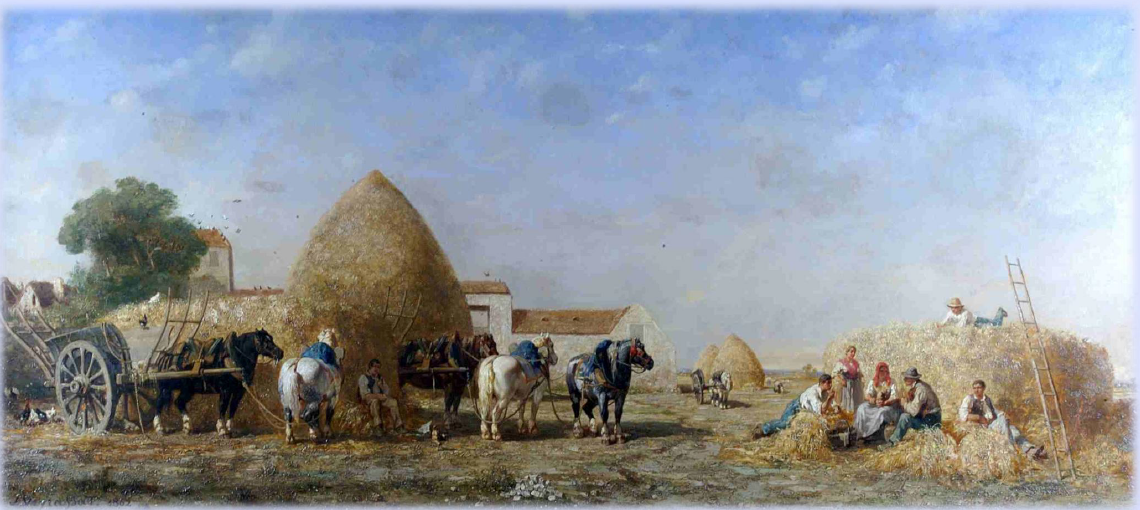
Le Repas des moissonneurs, 1862, musée des Beaux-Arts de Chartres.
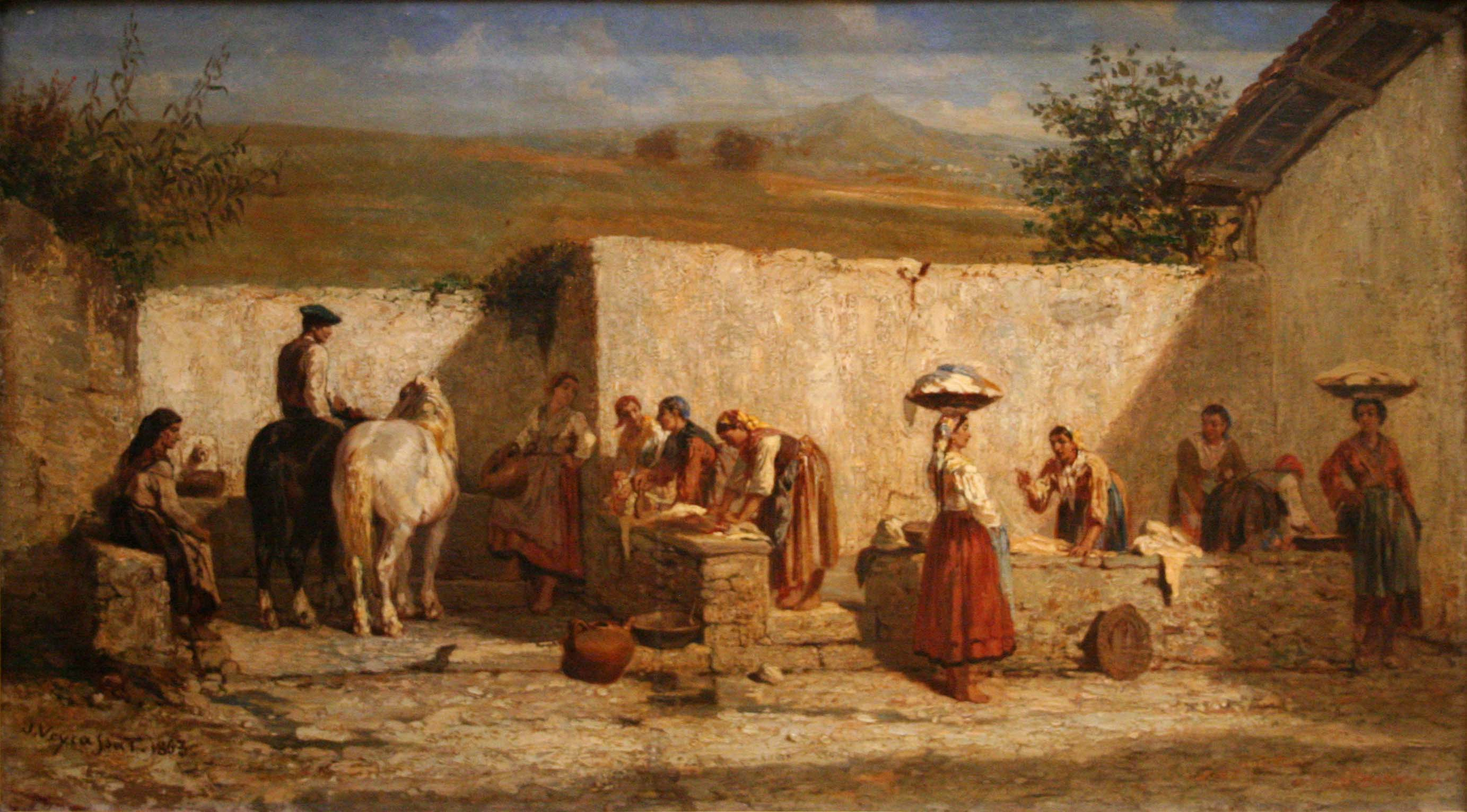
Les Cascarrottes au lavoir, 1863, musée des Beaux-Arts de Béziers.
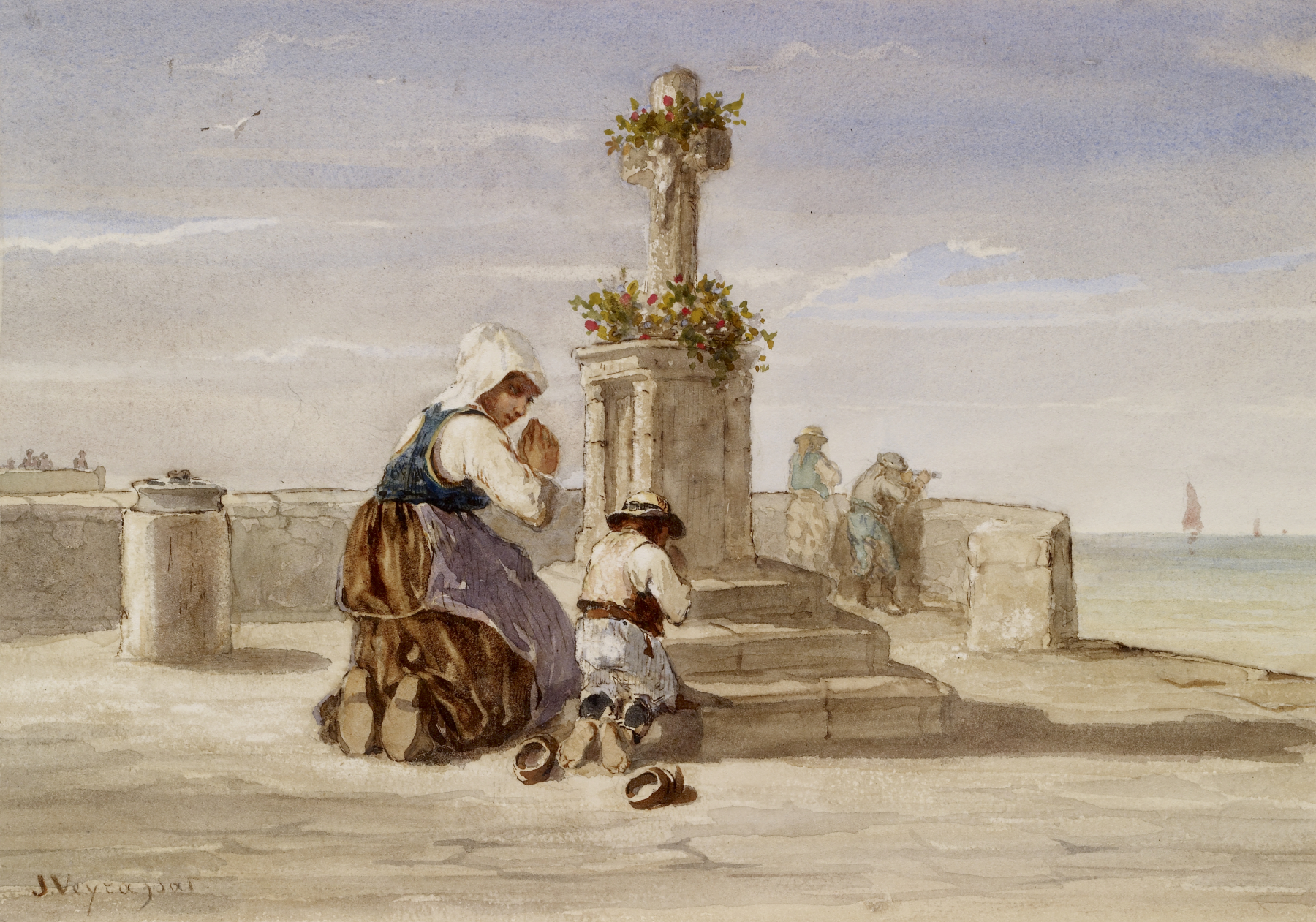
Femme et enfant agenouillés devant une croix, vers 1865, Baltimore, Walters Art Museum.
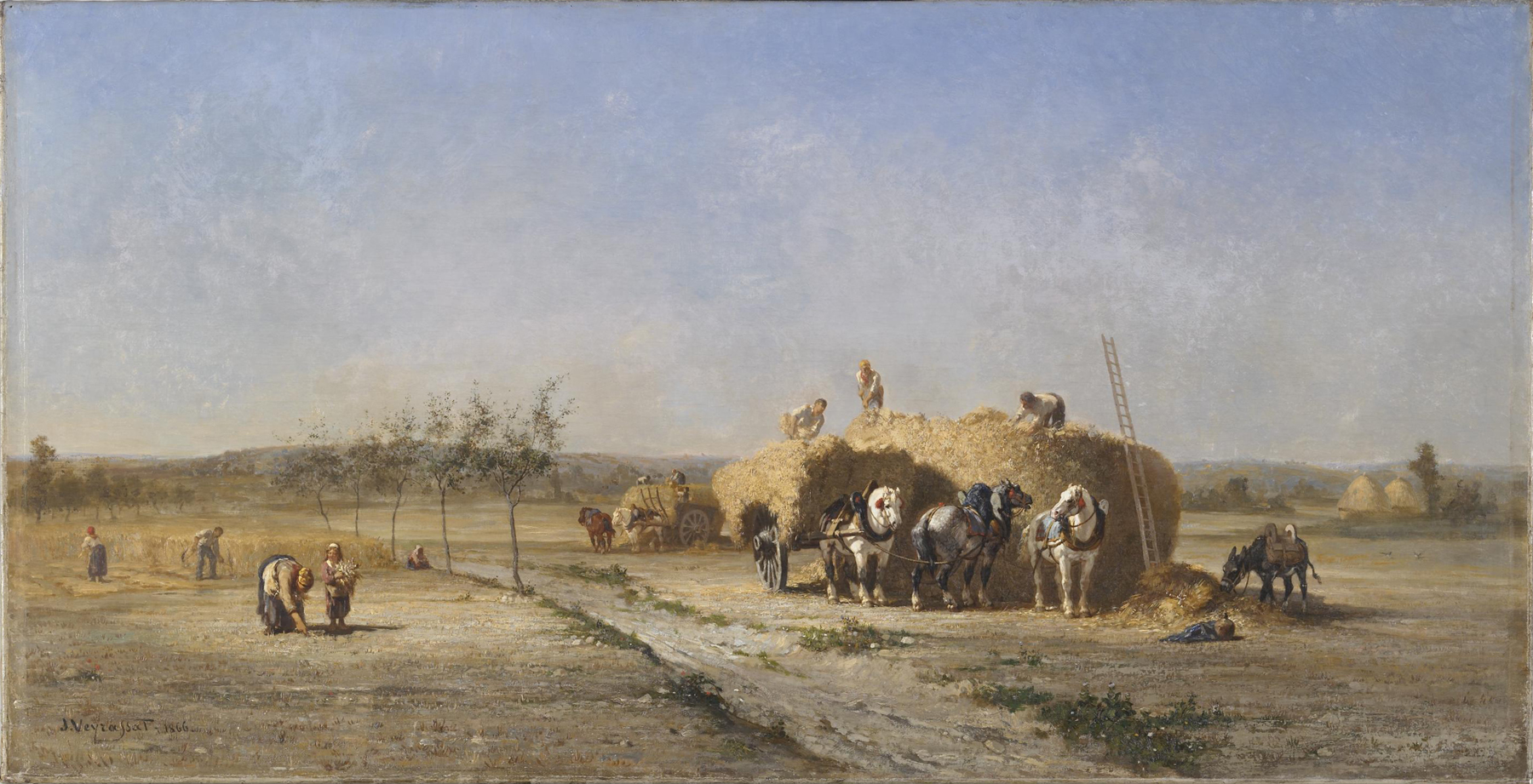
Scène de moissons, 1866, Baltimore, Walters Art Museum.
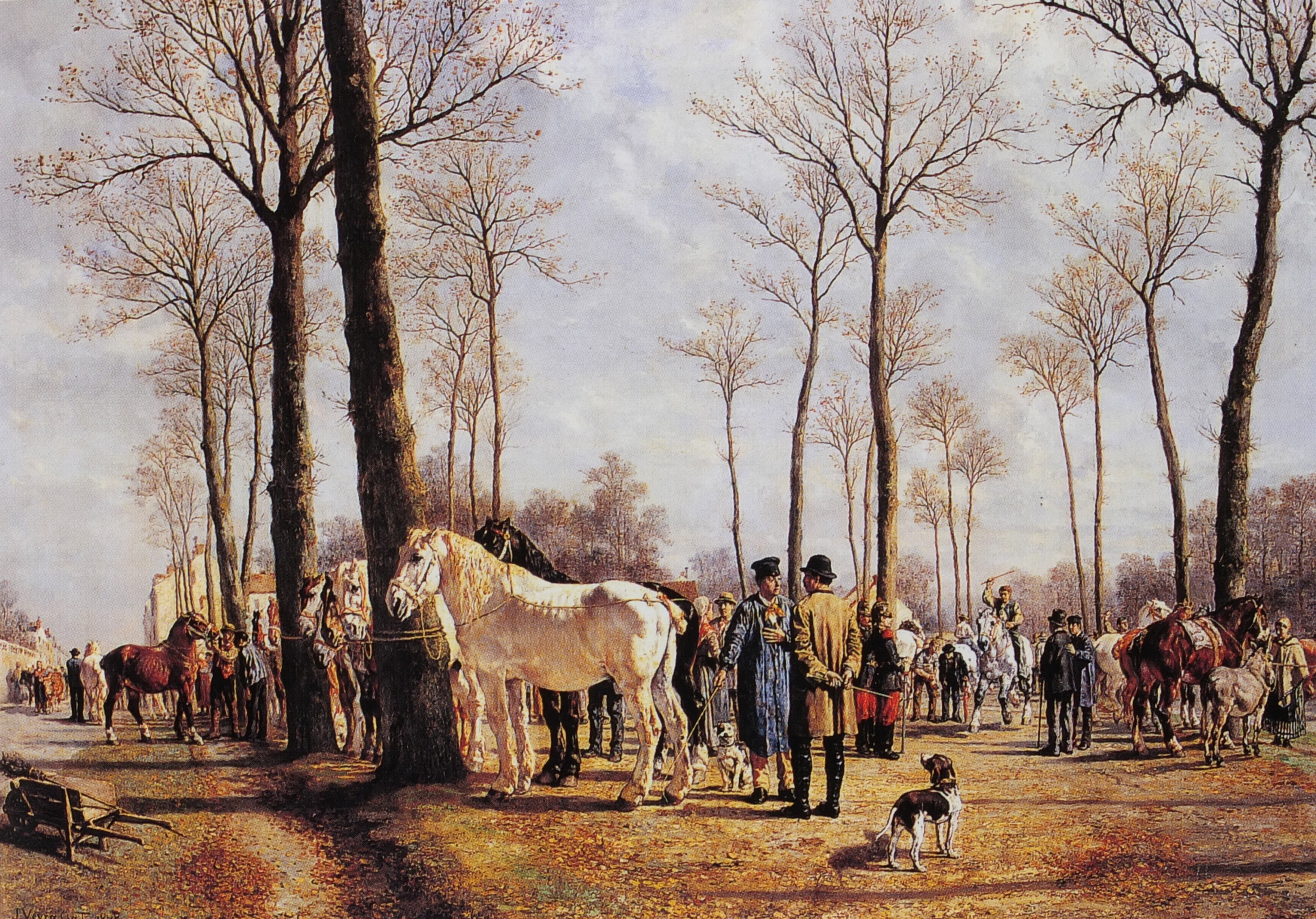
La Foire aux chevaux, 1878, Budapest, Galerie nationale hongroise.
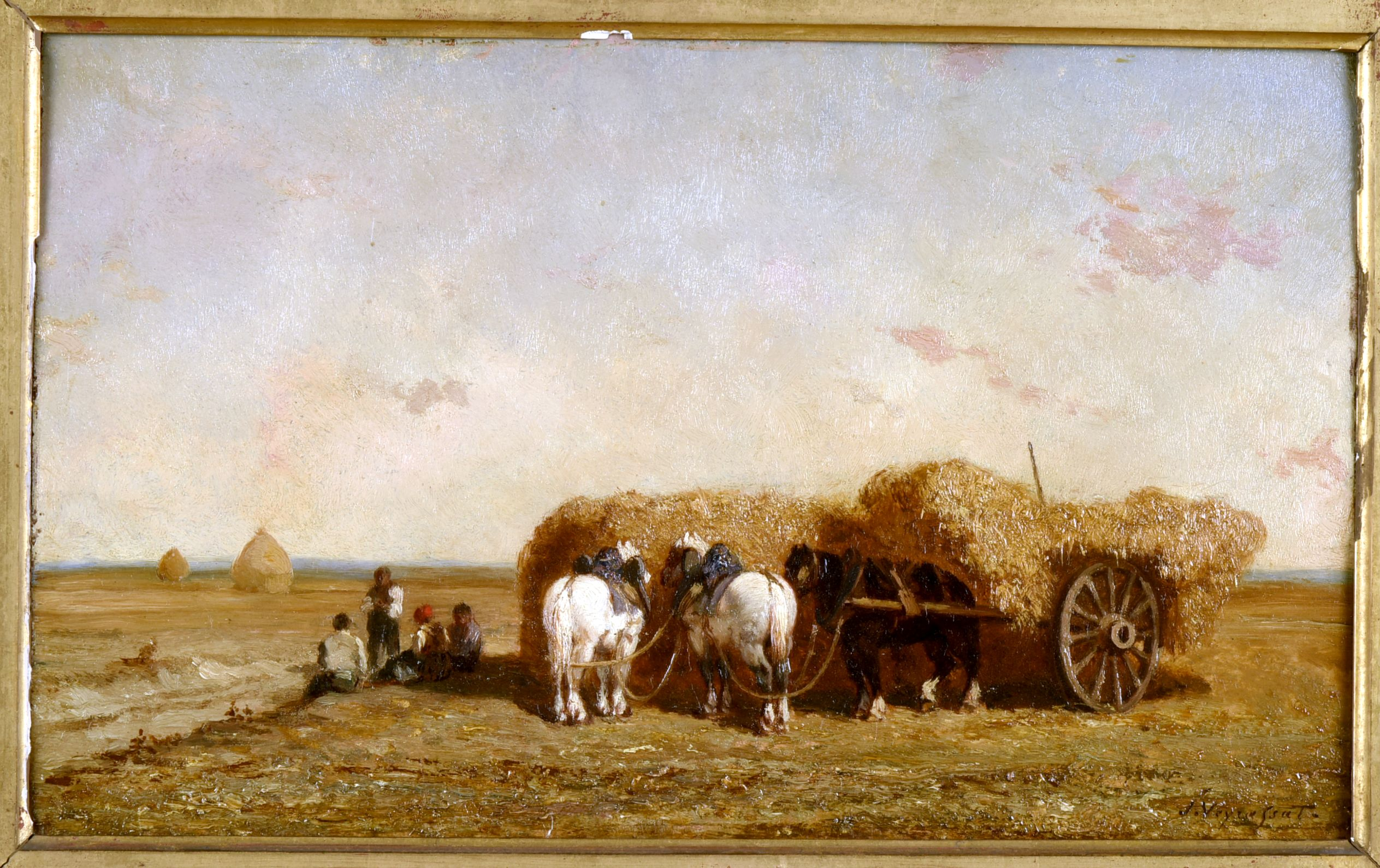
La Meule, musée des Beaux-Arts de Reims.
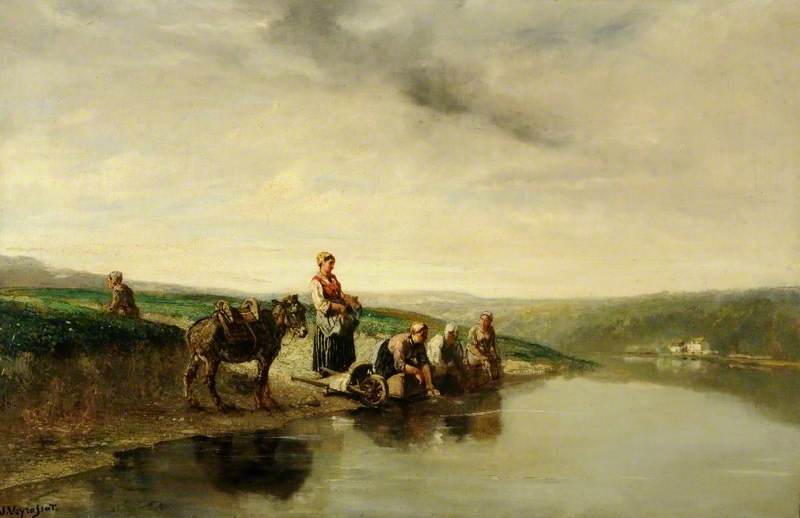
Paysage de rivière, Sheffield Galleries and Museums Trust.
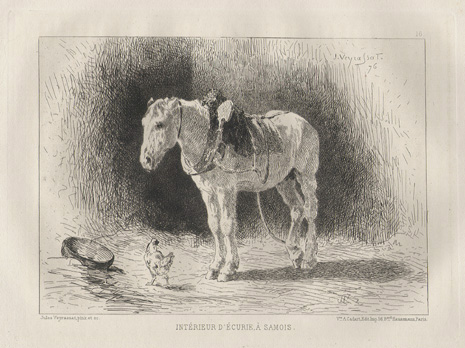
Intérieur d'écurie à Samois, 1876, gravure.
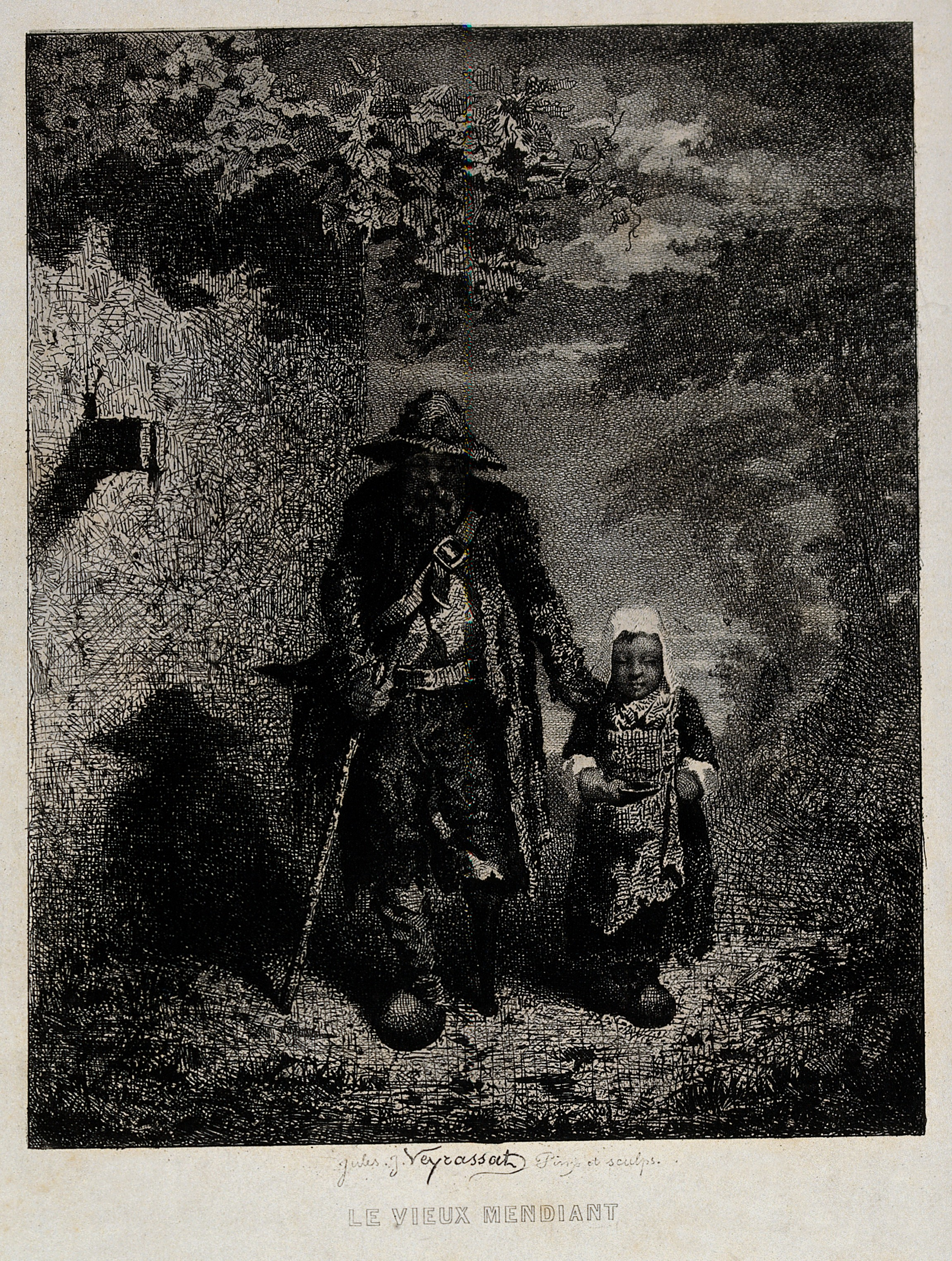
Le vieux mendiant, gravure, Londres, Wellcome Collection.